# Santarém Novo
Santarém Novo is een gemeente in de Braziliaanse deelstaat Pará. De gemeente telt 6.347 inwoners (schatting 2009).